# Transmon

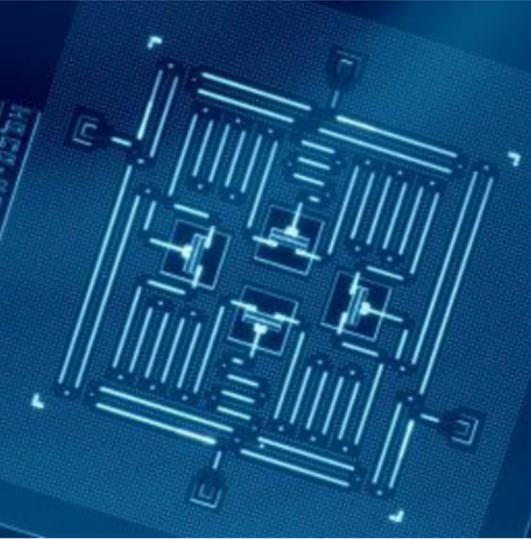
Un dispositiu que consta de quatre Qbits transmons, quatre busos quàntics i quatre ressonadors de lectura fabricats per IBM i publicats a npj Quantum Information el gener de 2017.

En la computació quàntica, i més específicament en la computació quàntica superconductora, un transmon és un tipus de Qbit de càrrega superconductor que va ser dissenyat per tenir una sensibilitat reduïda al soroll de càrrega. El transmon va ser desenvolupat per Robert J. Schoelkopf, Michel Devoret, Steven M. Girvin i els seus col·legues de la Universitat Yale el 2007.
El seu nom és una abreviatura del terme transmission line shunted plasma oscillation qubit (línia de transmissió desviadora del Qbit d'oscil·lació de plasma); un que consisteix en una caixa de parells de Cooper «on els dos superconductors també es desvien capacitivament per tal de disminuir la sensibilitat al soroll de càrrega, mantenint una anharmònica suficient per al control selectiu de Qbits».
El transmon aconsegueix la seva sensibilitat reduïda al soroll de càrrega augmentant significativament la relació entre l'energia de Josephson i l'energia de càrrega. Això s'aconsegueix mitjançant l'ús d'un gran condensador desviador. El resultat són espais de nivell d'energia que són aproximadament independents de la càrrega compensada. Els Qbits de transmons en xips plans tenen un temps de coherència T1 ~ 30 μs a 40 μs. En substituir la cavitat de la línia de transmissió superconductora per una cavitat superconductora tridimensional, el treball recent sobre Qbits transmons ha demostrat una millora significativa dels temps T1, de 95 μs. Aquests resultats demostren que els temps T1 anteriors no estaven limitats per les pèrdues de la unió de Josephson. Comprendre els límits fonamentals del temps de coherència en Qbits superconductors com el transmon és una àrea activa d'investigació.

## Comparació amb la caixa de parells de Cooper
El disseny transmon és similar al primer disseny del Qbit de càrrega conegut com a «caixa de parells de Cooper», tots dos estan descrits pel mateix hamiltonià, amb l'única diferència que és l'augment de la relació {\displaystyle E_{\rm {J}}/E_{\rm {C}}}, aconseguida mitjançant la derivació de la unió de Josephson amb un condensador gran addicional. Aquí {\displaystyle E_{\rm {J}}} és l'energia de Josephson de la unió, i {\displaystyle E_{\rm {C}}} és l'energia de càrrega inversament proporcional a la capacitat total del circuit Qbit. El benefici d'augmentar la relació {\displaystyle E_{\rm {J}}/E_{\rm {C}}} és la insensibilitat al soroll de càrrega: els nivells d'energia esdevenen independents de la càrrega elèctrica a través de la unió, per tant, els temps de coherència del Qbit es prolonguen. El desavantatge és la disminució de l'anharmonicitat {\displaystyle {\frac {(E_{2}-E_{1})-(E_{1}-E_{0})}{E_{1}-E_{0}}}}, on {\displaystyle E_{i}} és l'energia de l'estat {\displaystyle |i\rangle }. L'anharmonicitat reduïda complica el funcionament del dispositiu com a sistema de dos nivells, com per exemple, excitar el dispositiu des de l'estat fonamental fins al primer estat excitat mitjançant un pols ressonant també pobla el segon estat excitat. Aquesta complicació es supera amb un disseny complex de polsos de microones, que té en compte els nivells d'energia més alts i prohibeix la seva excitació per interferències destructives.

Diagrama esquemàtic de l'evolució dels nivells d'energia del Qbit a partir del Qbit de càrrega (superior, {\displaystyle E_{\rm {J}}/E_{\rm {C}}=1}) per transmetre (a baix, {\displaystyle E_{\rm {J}}/E_{\rm {C}}=50}), representats per als 3 primers nivells d'energia ({\displaystyle m=0,1,2}), en funció del nombre mitjà {\displaystyle n_{g}} de parells de Cooper a través de la unió, normalitzats a la bretxa entre el sòl i el primer estat excitat.[2] El Qbit de càrrega (superior) s'opera normalment al «punt dolç» {\displaystyle n_{g}=0.5}, on les fluctuacions en {\displaystyle n_{g}} causen menys desplaçament d'energia i l'anharmònicitat és màxima. Els nivells d'energia del transmon (inferior) són insensibles a les {\displaystyle n_{g}} fluctuacions, però l'anharmònicitat es redueix

La mesura, control i acoblament dels transmons es realitza mitjançant ressonadors de microones amb tècniques de circuits electrodinàmics quàntics, també aplicables a altres Qbits superconductors. L'acoblament als ressonadors es fa posant un condensador entre el Qbit i el ressonador, en un punt on el camp electromagnètic del ressonador és més gran. Per exemple, en els dispositius IBM Quantum Experience, els ressonadors s'implementen amb una guia d'ona coplanar de «quart d'ona» amb un camp màxim a la massa del senyal curt a l'extrem de la guia d'ona, per tant, cada Qbit transmon IBM té una «cua» llarga del ressonador. La proposta inicial incloïa ressonadors de línies de transmissió similars acoblats a cada transmon, passant a formar part del nom. Tanmateix, els Qbits de càrrega funcionaven de manera similar al règim {\displaystyle E_{\rm {J}}/E_{\rm {C}}}, acoblat a diferents tipus de cavitats de microones també s'anomenen transmons.